# 寓話
寓話（ぐうわ、英: allegory, fable）は、比喩によって人間の生活に馴染みの深いできごとを見せ、それによって諭すことを意図した物語。名指しされることのない、つまりは名無しの登場者は、動物、植物、自然現象など様々であるが、必ず擬人化されている。主人公が、もしくは主人公と敵対者が、ある結果をひき起こしたり、ある出来事に遭遇する始末を表現したりする本筋は、なぞなぞと同様な文学的構造を持ち、面白く、不可解な印象を与えることによって読者の興味をひき、解釈の方向を道徳的な訓話に向ける特性を持つ。民話によく見られるように、物語の語り末には寓意的な解釈を付け加えることが習慣的に行われてきた。

## 歴史

### 古代オリエント
寓話は、神話と同様にとても古い文献に発見されている。現時点では古代オリエントのものが最も古い。古代ギリシャ・ローマ以前の寓話は、アイソーポス（イソップ）以前の寓話 Ante-Aesopic fable と総称されている。19世紀後半から古代オリエントの楔形文字が解読され、1931年にドイツのアッシリア学者エーベリングがいくつかの文献をまとめて「バビロニアの寓話」として訳した。その後も文献は発掘されたが、寓話の研究は衰えた。
最近ではアキモトの研究がヴァンダービルト大学から発表されているのみである。彼の研究によると、古代オリエント（メソポタミア、エジプト、地中海東岸、アナトリア）では、寓話は口承文学として文字以前からあり、文字の発達とともに粘土板にも現れた。シュメール語やアッカド語の短い寓話が、諺やその他の民話といっしょに収集された粘土板は、そのほとんどが学校の遺跡から発見されている。
ヒッタイト語とフルリ語のバイリンガルで残る寓話集は、神話と伝説の中に盛り込まれていて、ある話し手が次から次へと寓話を語っては解釈して聞かせていくという形式をとっている最も古いもので、ヒッタイト版が紀元前1400年頃、その原本となったフル人の寓話はもっと古く、紀元前16から17世紀頃のものと推定されている。Ninurta-uballitsu ニヌルタ・ウバルリトゥスウの古代アッシリア寓話集は、紀元前883年に完成と記されていて、編纂者名前と編纂年の判明している最古の寓話集である。古代アッシリア王家の書簡の中にも寓話を使ったものが発見されている。

### 古代ギリシャ
寓話と言えばイソップ寓話である。彼の名を冠する寓話がこのギリシャ人の作品であるかは不明で、ヘロドトスの記述外での彼の歴史的な存在も確かではないにせよ、紀元前6世紀以降の寓話は、イソップの寓話 Aesop's fable またはイソップ的寓話 Aesopic fable と総称されている。伝説的イソップと文芸ジャンルとしての寓話は、ローマと東ローマの寓話収集家および作家の手によりギリシャ語とラテン語の文献が伝承された。

### インド
サンスクリットで書かれた説話集『パンチャタントラ』では、釈迦が生まれ変わるたびに色々な動物として暮らす話を、教訓的な寓話として表現している。

### 欧州
ギリシャ語とラテン語を読み書きするキリスト教の聖職者により、寓話は中世からルネサンス期を通じて受け継がれた。グーテンベルグの印刷機の発明のすぐ後に、ハイリッヒ・シュタインヘーベルがラテン語とドイツ語のバイリンガルによる「エソプス」という題の寓話集を出版してから民間に広まっていった。近世には個性的な寓話作家も現れ、チョーサーやラ・フォンテーヌなどの作品はよく知られている。
英仏: Fable（英語版）（フランス語版）, 独: Fabel（ドイツ語版）, 伊: Favola（イタリア語版）, 西: Fábula（スペイン語版）などの各言語版ウィキペディアにある寓話の記事には、国ごとの寓話の発展が記されている。

### 日本
イソップは、日本における寓話の祖先でもある。16世紀のキリシタン（切支丹）によって欧文から日本語に翻訳された『伊曾保物語』は、イソップ寓話を基にした寓話集である。なお、『イソホノファビュラス』のローマ字版は、大英博物館に所蔵されている。

## 寓話的な著作を書いた作家の例
文学における「寓話的」表現とは、寓話と同様な比喩を使うことで、作品を楽しく読めるように面白おかしくし、本質的な作品の意図を隠す手法である。実際には、一般にアレゴリーを「寓話的な表現」と邦訳して、ジャンルの区別がないままに使われている。以下に挙げる作家は、イソップやラ・フォンテーヌなどの専門的な寓話作家ではないことに注意が必要である。
- 安部公房
- 宮沢賢治
- 星新一
- 時雨沢恵一
- イヴァン・クルィロフ
- フランツ・カフカ
- ホルヘ・ルイス・ボルヘス
- カレル・チャペック
- ジョージ・オーウェル
- アマドゥ・クルマ
- イタロ・カルヴィーノ
- スタニスワフ・レム
- スワヴォーミル・ムロージェク
- シャーリイ・ジャクスン
- パトリシア・ハイスミス
- アンジェラ・カーター
- ジャック・ウォマック
- アンドレイ・クルコフ
- エーリッヒ・ケストナー
- ベンジャミン・エルキン